# Distretto di Rovaniemi
Il distretto di Rovaniemi (Rovaniemen seutukunta) è uno dei distretti della Finlandia. È geograficamente situato nella regione della Lapponia. Il distretto è composto da due comuni e il numero della classificazione NUTS (NUTS-4) e LAU (LAU-1) è 191.
La superficie del distretto è di 11712 km².
Il 31 maggio 2011 la popolazione del distretto era di 64.365 abitanti, con una densità di 5,495 ab./km².

## Comuni
- Ranua (comune)
- Rovaniemi (città)